# Welferode (Homberg)
Welferode ist ein Stadtteil von Homberg (Efze) im nordhessischen Schwalm-Eder-Kreis.

## Geographie
Der Ort liegt in Nordhessen rund 4 km östlich von Homberg an den nördlichen Ausläufern des Knüllgebirges an der Weißgert. Östlich am Ortsrand verläuft die Bundesautobahn 7. Durch den Ort führt die Landesstraße 3254.

## Geschichte
Die älteste bekannte schriftliche Erwähnung von Welferode erfolgte im Jahr 1197 unter dem Namen Belferoth in einer Urkunde des Klosters Spieskappel, als Papst Coelestin III. das Stift Cappel in seinen Schutz und dessen Güterbesitz bestätigt. In  historischen Dokumenten späterer Jahre ist der Ort unter folgenden Ortsnamen belegt (in Klammern das Jahr der Erwähnung): Belferoth (1197), Waldolferode (1245), Welferode (1253), Welferade (1366), Welfferade (1388), Welferoidt (1534), Welfferode (1537), Welfferod (1551), Wellferoda, Welfferodt, Wolffteroda (1575/85), Welffenrot (1590), Wolfferode (1591), Welfterode (1780) und Welgeroda (1823).
Um 1490 gab es im Dorf sechs wehrhafte Männer und vier Pflüge. Im Jahre 1537 bestand Welferode aus 14 Wohnhäusern.
Zum 1. Februar 1971 wurde die bis dahin selbständige Gemeinde Welferode im Zuge der Gebietsreform in Hessen auf freiwilliger Basis als Stadtteil der Stadt Homberg, Bezirk Kassel, heute Homberg (Efze), eingegliedert. Für Welferode, wie für die ebenfalls in der Kreisstadt Homberg (Efze) eingegliederten Gemeinden, wurde je ein Ortsbezirke mit Ortsbeirat und Ortsvorsteher nach der Hessischen Gemeindeordnung gebildet.

## Bevölkerung
Einwohnerstruktur 2011
Nach den Erhebungen des Zensus 2011 lebten am Stichtag, dem 9. Mai 2011, in Welferode 393 Einwohner. Darunter waren 6 (= 105 %) Ausländer.
Nach dem Lebensalter waren 66 Einwohner unter 18 Jahren, 189 zwischen 18 und 49, 75 zwischen 50 und 64 und 83 Einwohner waren älter. Die Einwohner lebten in 165 Haushalten. Davon waren 45 Singlehaushalte, 51 Paare ohne Kinder und 51 Paare mit Kindern, sowie 15 Alleinerziehende und 3 Wohngemeinschaften. In 27 Haushalten lebten ausschließlich Senioren und in 123 Haushaltungen lebten keine Senioren.
Einwohnerentwicklung
| Quelle: Historisches Ortslexikon |                                                |
| • um 1490:                       | 6 wehrhafte Männer (4 Pflüge)                  |
| • 1537:                          | 8 Hübner, 9 Beisassen (17 landgräfliche Huben) |
| • 1575/85:                       | 17 Hausgesesse                                 |
| • 1639:                          | 5 verheiratete, 2 verwitwete Hausgesesse       |
| • 1742/47:                       | 29 Häuser                                      |
| • 1769:                          | 147 Einwohner                                  |

| Welferode: Einwohnerzahlen von 1834 bis 2015 | Welferode: Einwohnerzahlen von 1834 bis 2015 | Welferode: Einwohnerzahlen von 1834 bis 2015 | Welferode: Einwohnerzahlen von 1834 bis 2015 | Welferode: Einwohnerzahlen von 1834 bis 2015 |
| --- | -------------------------------------------- | -------------------------------------------- | -------------------------------------------- | -------------------------------------------- |
| Jahr |                                              |                                              |                                              | Einwohner                                    |
| 1834 | 1834                                         |                                              | 205                                          | 205                                          |
| 1840 | 1840                                         |                                              | 217                                          | 217                                          |
| 1846 | 1846                                         |                                              | 222                                          | 222                                          |
| 1852 | 1852                                         |                                              | 205                                          | 205                                          |
| 1858 | 1858                                         |                                              | 203                                          | 203                                          |
| 1864 | 1864                                         |                                              | 220                                          | 220                                          |
| 1871 | 1871                                         |                                              | 207                                          | 207                                          |
| 1875 | 1875                                         |                                              | 279                                          | 279                                          |
| 1885 | 1885                                         |                                              | 225                                          | 225                                          |
| 1895 | 1895                                         |                                              | 216                                          | 216                                          |
| 1905 | 1905                                         |                                              | 235                                          | 235                                          |
| 1910 | 1910                                         |                                              | 214                                          | 214                                          |
| 1925 | 1925                                         |                                              | 236                                          | 236                                          |
| 1939 | 1939                                         |                                              | 226                                          | 226                                          |
| 1946 | 1946                                         |                                              | 407                                          | 407                                          |
| 1950 | 1950                                         |                                              | 382                                          | 382                                          |
| 1956 | 1956                                         |                                              | 326                                          | 326                                          |
| 1961 | 1961                                         |                                              | 276                                          | 276                                          |
| 1967 | 1967                                         |                                              | 227                                          | 227                                          |
| 1980 | 1980                                         |                                              | ?                                            | ?                                            |
| 1990 | 1990                                         |                                              | ?                                            | ?                                            |
| 2000 | 2000                                         |                                              | ?                                            | ?                                            |
| 2011 | 2011                                         |                                              | 393                                          | 393                                          |
| 2015 | 2015                                         |                                              | 403                                          | 403                                          |
| Datenquelle: Historisches Gemeindeverzeichnis für Hessen: Die Bevölkerung der Gemeinden 1834 bis 1967. Wiesbaden: Hessisches Statistisches Landesamt, 1968. Weitere Quellen: ; Zensus 2011; Stadt Homberg (Efze) |                                              |                                              |                                              |                                              |

Historische Religionszugehörigkeit
| Quelle: Historisches Ortslexikon |                                                                    |
| • 1861:                          | alle Einwohner evangelisch-reformiert                              |
| • 1885:                          | 225 evangelische (= 100 %) Einwohner                               |
| • 1961:                          | 229 evangelische (= 82,97 %), 47 katholische (= 17,03 %) Einwohner |

Historische Erwerbstätigkeit
| • 1961: | Erwerbspersonen: 70 Land- und Forstwirtschaft, 45 Produzierendes Gewerbe, 8 Handel und Verkehr, 10 Dienstleistungen und Sonstiges. |

## Politik
Für Welferode besteht ein Ortsbezirk (Gebiete der ehemaligen Gemeinde Welferode) mit Ortsbeirat und Ortsvorsteher nach der Hessischen Gemeindeordnung. Der Ortsbeirat besteht aus sieben Mitgliedern.
Bei den Kommunalwahlen in Hessen 2021 betrug die Wahlbeteiligung zum Ortsbeirat Welferode 58,84 %. Alle Kandidaten gehörten der „Freien Wählergemeinschaft Welferode“ an. Der Ortsbeirat wählte Hans-Joachim Schwietering zum Ortsvorsteher.

## Infrastruktur
Im Ort gibt es:
- eine evangelische Kirche
- ein Dorfgemeinschaftshaus

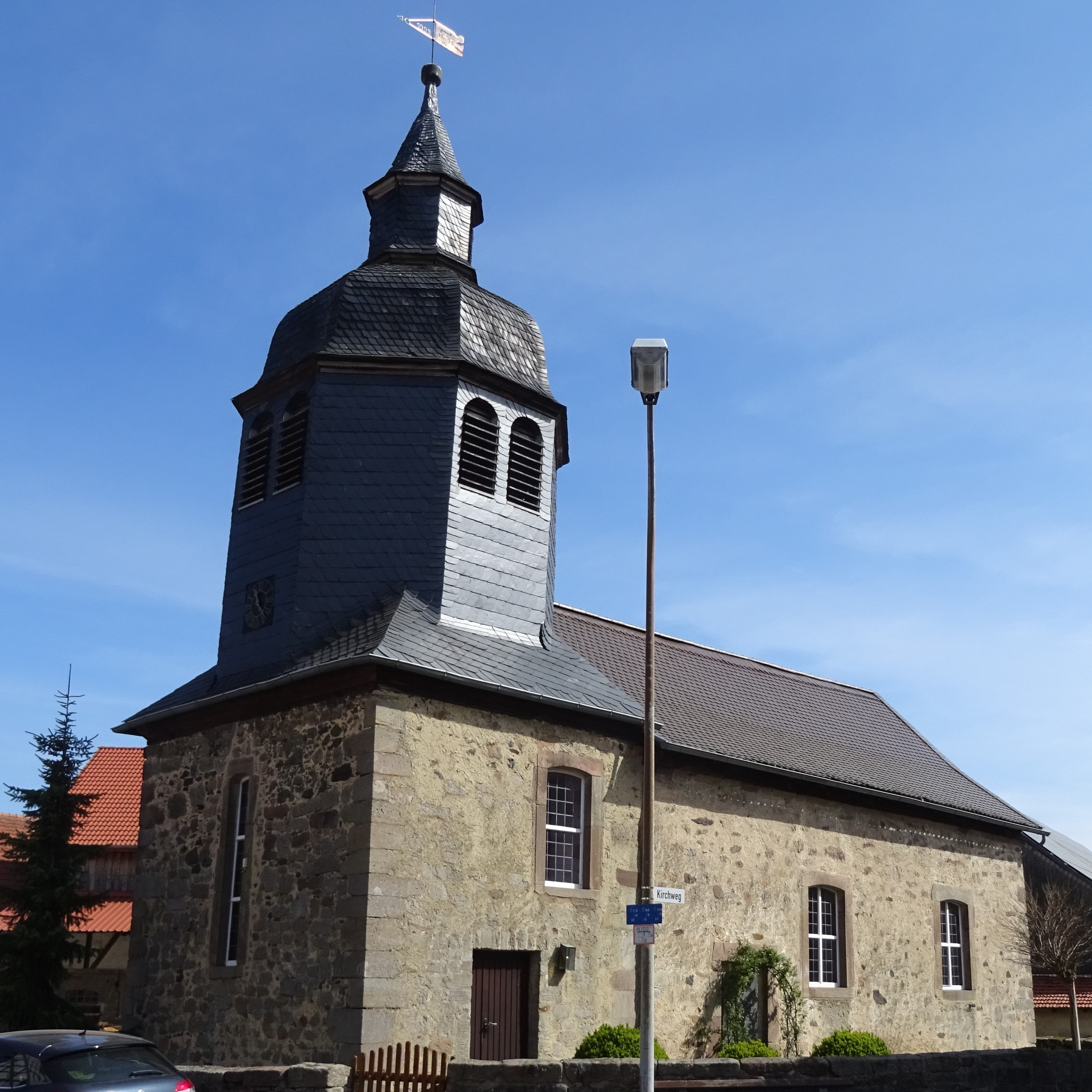
Kirche Welferode

- das Hochland-Rock-Festival, das seit 2003 veranstaltet wird
- eine Burschenschaft
- eine Reithalle